# هو ژیهوی
هو ژیهوی (انگلیسی: Hou Zhihui؛ زادهٔ ۱۸ مارس ۱۹۹۷) وزنه‌بردار زن اهل چین است.
وی در مسابقات کشوری و بین‌المللی در مجموع برندهٔ ۵ مدال طلا، ۲ مدال نقره شده‌است.